# 艾米·科尔
艾米·路易丝·科尔（Amy Louise Cure，1992年12月31日—），出生於塔斯馬尼亞州伯爾尼，澳洲女子單車運動員。

## 簡歷
2013年，艾米·科尔在白俄羅斯明斯克舉行的世界場地單車錦標賽中，贏得了個人追逐賽和團體追逐賽的亞軍。